# Władysław Miziołek

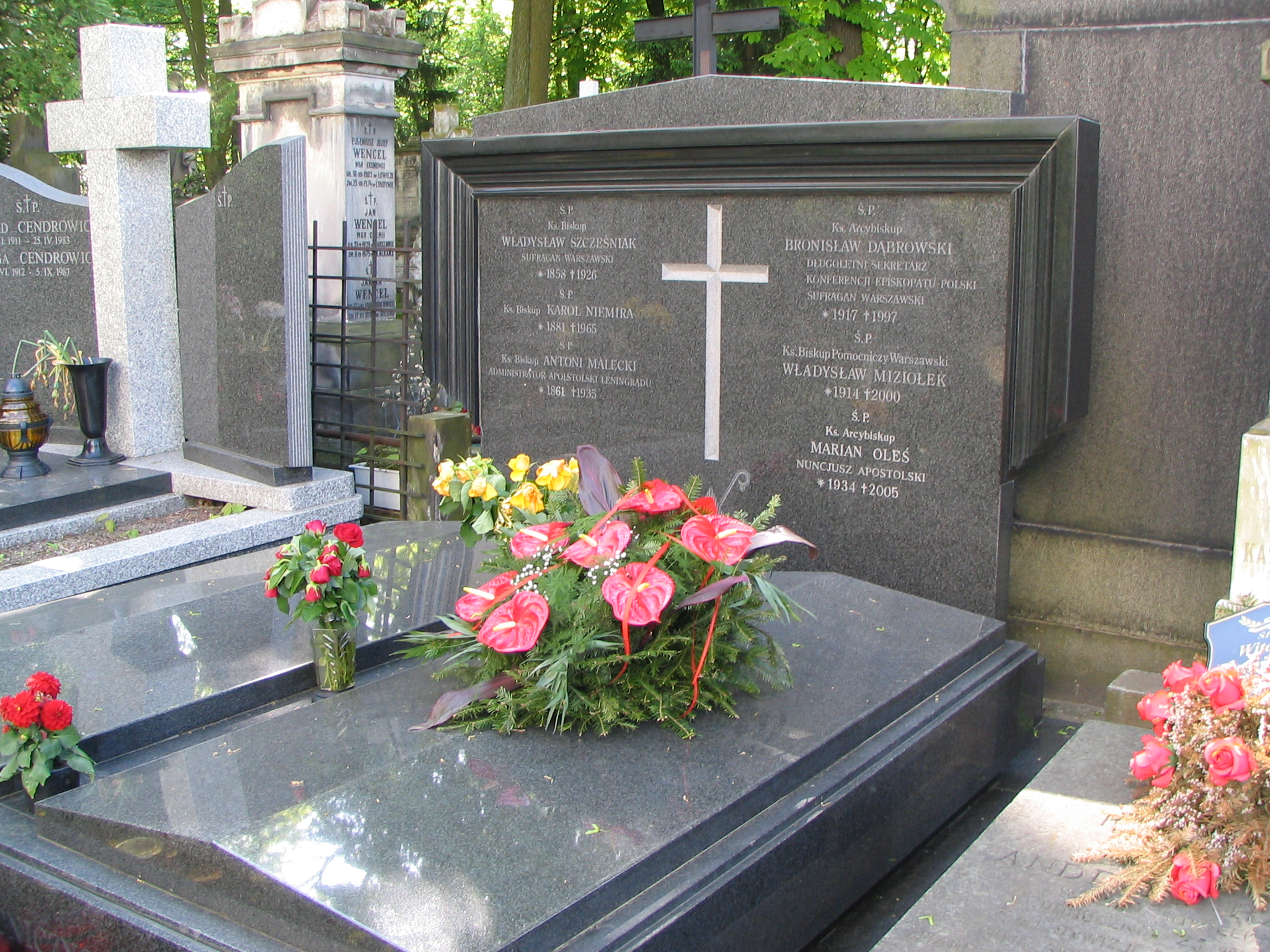
Nagrobek biskupa Władysława Miziołka na cmentarzu Powązkowskim w Warszawie (2008)

Władysław Miziołek (ur. 16 grudnia 1914 w Kompinie, zm. 12 maja 2000 w Warszawie) – polski duchowny rzymskokatolicki, ekumenista, biskup pomocniczy warszawski w latach 1969–1992, od 1992 biskup pomocniczy senior archidiecezji warszawskiej.

## Życiorys

### Dzieciństwo i młodość
Władysław Miziołek urodził się w wielodzietnej rodzinie Antoniny z domu Słomskiej i Jana Miziołka, w małej wsi Kompina. Po ukończeniu szkoły powszechnej kontynuował naukę w gimnazjum w pobliskim Łowiczu. W 1934 wstąpił do Wyższego Metropolitarnego Seminarium Duchownego w Warszawie.
23 września 1939 w katedrze przyjął z rąk arcybiskupa Stanisława Galla święcenia diakonatu. W trakcie nabożeństwa Niemcy rozpoczęli ostrzał katedry i pobliskich ulic, co spowodowało przerwanie uroczystości. 4 października Władysław Miziołek wraz z klerykami i nauczycielami został aresztowany przez Niemców i znalazł się w więzieniu na Pawiaku, gdzie spędził 11 dni. 23 czerwca 1940 w zniszczonej warszawskiej katedrze przyjął z rąk Stanisława Galla święcenia kapłańskie. Następnie 29 czerwca w rodzinnej parafii w Kompinie odprawił swoją pierwszą mszę świętą. Owo nabożeństwo było pierwszą mszą w odbudowanej świątyni, gdyż cała miejscowość uległa zniszczeniu podczas bitwy nad Bzurą we wrześniu 1939.

### II wojna światowa
Pracę duszpasterską rozpoczął w 1940 w Karczewie. Tutaj organizował tajne komplety dla młodzieży gimnazjalnej. Organizował również przedstawienia teatralne dla młodzieży, aby osłodzić jej codzienną szarość, jak również szkolenia wojskowe dla gimnazjalistów. Na terenie parafii była przechowywana broń. Miziołek wspierał żołnierzy konspiracji nie tylko radą, ale i – w razie potrzeby – dokonując nocnych, tajnych, pochówków partyzantów i żołnierzy Armii Krajowej. W 1944 został przeniesiony do Międzylesia. Został kapelanem Zgromadzenia Sióstr Rodziny Maryi, a także kapelanem w zakładzie wychowawczym dziewcząt.

### Praca naukowa i akademicka
W 1947 Władysław Miziołek rozpoczął studia doktorskie na Wydziale Teologicznym Uniwersytetu Warszawskiego i w 1951 uzyskał stopień doktora teologii na podstawie pracy z zakresu teologii dogmatycznej, w której analizował poglądy niemieckiego teologa Karla Rahnera i szwajcarskiego teologa Karla Bartha. Główną osią pracy doktorskiej była mariologia.
Od 1951 Władysław Miziołek był prefektem alumnów w seminarium archidiecezjalnym. W 1957 został kanonikiem gremialnym kapituły warszawskiej, w której doszedł do godności scholastyka. W latach 1957–1969 był rektorem Metropolitalnego Seminarium Duchownego w Warszawie. Jako prefekt, a później rektor, walczył z władzami państwowymi o różne majątki kościelne, które władze chciały upaństwowić.
Był autorem licznych publikacji naukowych z zakresu teologii dogmatycznej i ekumenicznej.

### Biskupstwo
19 lutego 1969 papież Paweł VI mianował go biskupem pomocniczym archidiecezji warszawskiej i biskupem tytularnym Praesidium. Sakrę biskupią przyjął z rąk prymasa Stefana Wyszyńskiego, biskupa Wacława Majewskiego i biskupa Jerzego Modzelewskiego w Częstochowie na Jasnej Górze 25 marca 1969. Był wikariuszem generalnym arcybiskupa warszawskiego oraz proboszczem parafii św. Aleksandra.
W 1979 i ponownie w 1983 kierował komitetem organizującym w Warszawie pierwszą i drugą wizytę papieża Jana Pawła II. W 1981 po śmierci prymasa Stefana Wyszyńskiego był wikariuszem kapitulnym archidiecezji warszawskiej. W styczniu 1982 został przewodniczącym Prymasowskiego Komitetu Pomocy Osobom Pozbawionym Wolności i Ich Rodzinom, który powołał prymas Józef Glemp. 1 lutego 1992 przeszedł na emeryturę.
W latach 70., po śmierci kard. Bolesława Kominka, był kandydatem na objęcie metropolii wrocławskiej oraz innych diecezji (jako biskup diecezjalny). Władze PRL nie zgodziły się na to.

### Ekumenizm
Od 1962 do 1989 Władysław Miziołek był przewodniczącym Ośrodka do spraw Jedności Chrześcijan. W latach 1974–1984 był również przewodniczącym Komisji Episkopatu Polski ds. Ekumenizmu. Był organizatorem Tygodnia Modlitw o Jedność Chrześcijan i redaktorem naczelnym kwartalnika „Biuletyn Ekumeniczny”.
Za kadencji Johannesa Willebrandsa na stanowisku przewodniczącego Papieskiej Rady ds. Popierania Jedności Chrześcijan był członkiem watykańskiego Sekretariatu ds. Ekumenizmu.

### Choroba i śmierć
W ostatnich latach życia biskup Miziołek zaczął poważnie chorować na serce i miał wszczepiony rozrusznik. Pomimo problemów zdrowotnych i przebywania na emeryturze nie oszczędzał się. W końcu na przełomie 1999 i 2000 jego stan zdrowia znacznie się pogorszył ze względu na chorobę nowotworową, która stała się przyczyną śmierci. Biskup Miziołek zmarł 12 maja 2000 w Warszawie. 16 maja został pochowany na warszawskich Powązkach w grobie biskupów pomocniczych warszawskich obok kościoła pw. św. Karola Boromeusza.

## Odznaczenia
Postanowieniem prezydenta RP Lecha Wałęsy z dnia 16 maja 1994 został odznaczony Krzyżem Komandorskim z Gwiazdą Orderu Odrodzenia Polski.
W 1989 otrzymał Medal pamiątkowy Grudziądzkiego Towarzystwa Kulturalnego dla upamiętnienia I Zjazdu oficerów służby stałej kawalerii II RP.  W 1996 został odznaczony Medalem Polonia Mater Nostra Est. W 2024 został pośmiertnie uhonorowany nagrodą Kustosz Pamięci Narodowej.